# Muzeum Miejskie Wrocławia
Muzeum Miejskie Wrocławia (MMW) – miejska instytucja kultury z siedzibą dyrekcji przy ul. Sukiennice 14/15 we Wrocławiu, założona 1 stycznia 2000 roku.

## Historia
Muzeum posiada siedem oddziałów, umiejscowionych w pięciu zabytkowych obiektach architektonicznych: Arsenale Miejskim, Starym Ratuszu, Pałacu Królewskim (zachowany fragment dawnego skrzydła południowego oraz gmach główny), a także Starym Cmentarzu Żydowskim. Wszystkie placówki, z wyjątkiem Starego Cmentarza Żydowskiego (położonego przy ul. Ślężnej), znajdują się w ścisłym centrum miasta. Siedziby muzealnych oddziałów są jednocześnie obiektami zabytkowymi, które posiadają wartość historyczną i kulturową, ciesząc się dużym zainteresowaniem wrocławian, jak i turystów.
19 kwietnia 2009 roku po wieloletniej przebudowie otwarto nowy oddział w dawnym Pałacu Królów Pruskich, czyli Pałacu Królewskim (wcześniejszym Pałacu Spätgena) przy ul. Kazimierza Wielkiego 35 (dyrekcja pozostaje w Sukiennicach). Główną część ekspozycji stanowi wystawa „1000 lat Wrocławia”, która prezentuje dzieje miasta od czasów średniowiecza po współczesność. Zgromadzono ponad 3 tysiące eksponatów, m.in. ze zbiorów własnych muzeum, zasobów prywatnych kolekcjonerów, muzeów regionalnych całej Polski, Muzeum Narodowego w Warszawie czy Biblioteki Uniwersyteckiej Uniwersytetu Wrocławskiego.

## Dyrektorzy
- Maciej Łagiewski (od 2000)

## Działalność muzeum
MMW prowadzi bogatą działalność naukową i edukacyjną. Jest również organizatorem wielu wystaw czasowych, imprez kulturalnych i spotkań naukowych. Muzeum bierze udział w wielu wydarzeniach cyklicznych, takich jak Noc Muzeów, Międzynarodowy Festiwal Krasnoludków, czy Dolnośląski Festiwal Nauki, które cieszą się bardzo dużą frekwencją.
Ludzie Ognia
MMW jest też organizatorem imprez cyklicznych, z których najbardziej znaną jest plenerowy festyn archeologiczny, odbywający się na dziedzińcu Arsenału Miejskiego – Ludzie Ognia. Impreza prezentuje starożytne rzemiosła, które wykorzystywały siłę ognia. W odtworzonych realiach epoki żelaza swoje rzemiosła prezentują hutnicy, kowale, odlewnicy, szklarze i garncarze. Największą atrakcją festynu jest produkcja żelaza z rudy w piecu dymarskim wzorowanym na urządzeniu sprzed 2000 lat. Całość ubarwiają pokazy grup rekonstrukcyjnych- rzymskich legionistów i barbarzyńskich Hariów oraz pokaz ogniowy z użyciem pyłu bursztynowego.
Konkurs
Od 29 lat Dział Pedagogiczny MMW i Muzeum Sztuki Medalierskiej przy wsparciu Urzędu Miejskiego Wrocławia, organizują konkurs plastyczny dla dzieci i młodzieży na medal i małą formę rzeźbiarską. Co roku wystawie towarzyszy inne hasło, które jest tematem przewodnim prac konkursowych. W składzie jury, które dokonuje oceny prac, znajdują się wrocławscy artyści i reprezentanci organizatorów konkursu. Konkurs zwieńczony jest uroczystym ogłoszeniem laureatów i rozdaniem nagród, które odbywa się podczas wernisażu wystawy pokonkursowej złożonej z wszystkich prac wykonanych przez uczestników.

## Edukacja
Muzeum prowadzi bogatą działalność edukacyjną. Dział Pedagogiczny MMW w swoim programie posiada:
- Lekcje muzealne i warsztaty dla grup przedszkolnych, szkół podstawowych i ponadpodstawowych.
- Zajęcia i warsztaty dla dzieci i młodzieży indywidualnych
- Warsztaty rodzinne
- Plastyczne warsztaty świąteczne (wielkanocne i bożonarodzeniowe)
- Zajęcia dla półkolonii (wakacje i ferie zimowe)
- Oprowadzania po Starym Cmentarzu Żydowskim (niedziele)
- Oprowadzania dla seniorów- cykl „Oprowadzanie na deser. Środa dla seniora”
- Cykl oprowadzań dla rodziców z dziećmi (0-2 lata) – „Ojcowie, mamy zapraszamy”

Dodatkowo Dział Pedagogiczny prowadzi w okresie wiosenno-letnim zajęcia terenowe, wśród których popularnością cieszą się „Legendy wrocławskiego rynku”, czy „Śladami wrocławskich krasnali”. Zajęcia, warsztaty i oprowadzania odbywają się w każdym oddziale muzeum, na wystawach stałych oraz czasowych. Jedną z największych atrakcji z oferty edukacyjnej MMW są świąteczne warsztaty plastyczne (bożonarodzeniowe i wielkanocne), podczas których dzieci wykonują palmy wielkanocne, dekorują bombki i inne ozdoby świąteczne. MMW włączyło się także do projektu #muzealniaki, który promuje uczestnictwo w kulturze najmłodszych (0-5 lat), a także udostępnia muzeum, jako przestrzeń przyjazną dla dzieci.
Cykliczne oprowadzania po wystawach stałych i czasowych przeprowadzają również merytoryczni pracownicy MMW, często będący kuratorami ekspozycji. Od 2023 organizowane są w Pałacu Królewskim oprowadzania interdyscyplinarne, poświęcone różnym zagadnieniom i epokom z dziejów Wrocławia, w roku 2024 odbyły się również pierwsze miejskie spacery historyczne po najbliższym sąsiedztwie rezydencji.

## Oddziały MMW

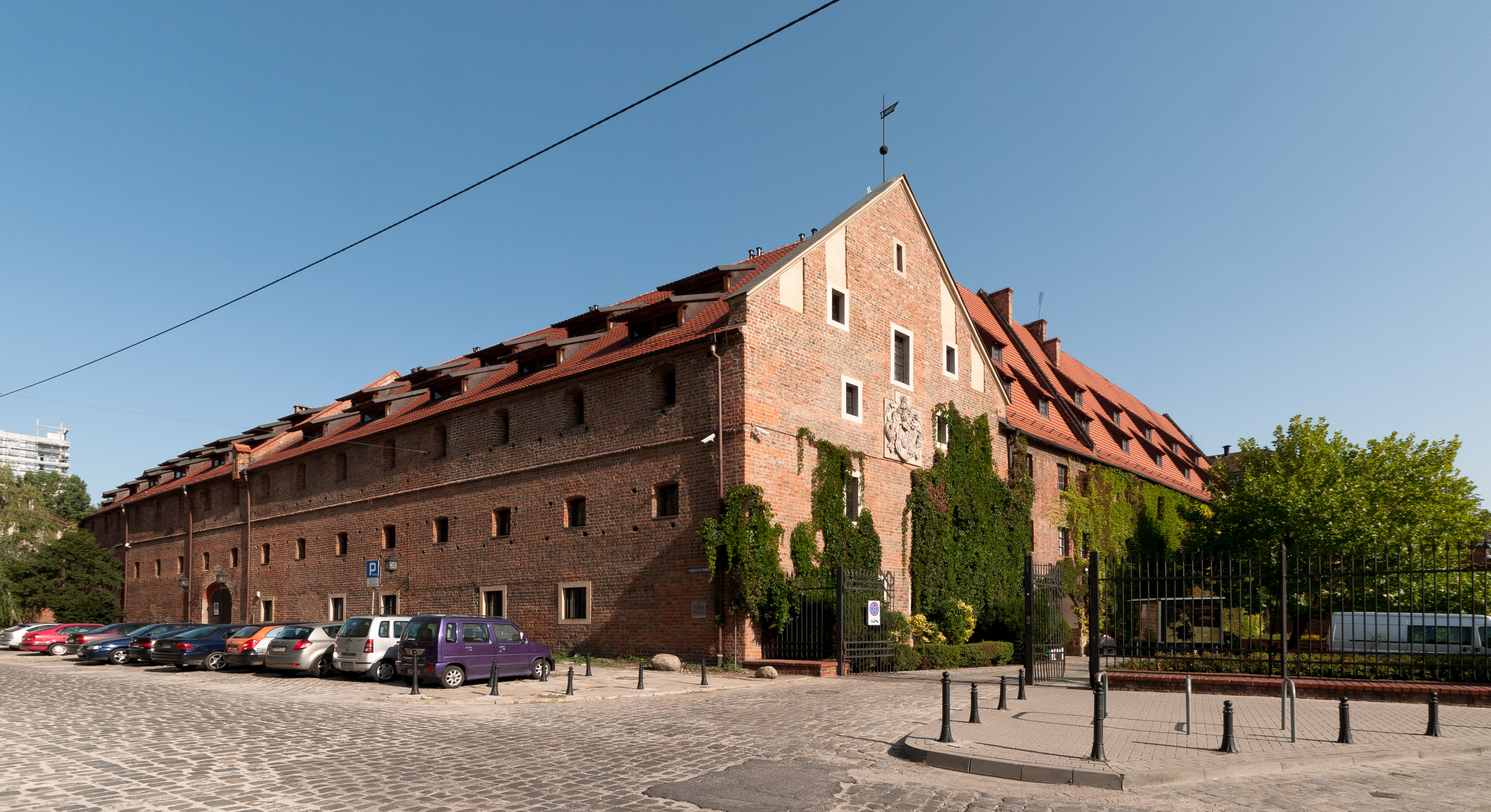
Muzeum Archeologiczne i Muzeum Militariów w Arsenale Miejskim

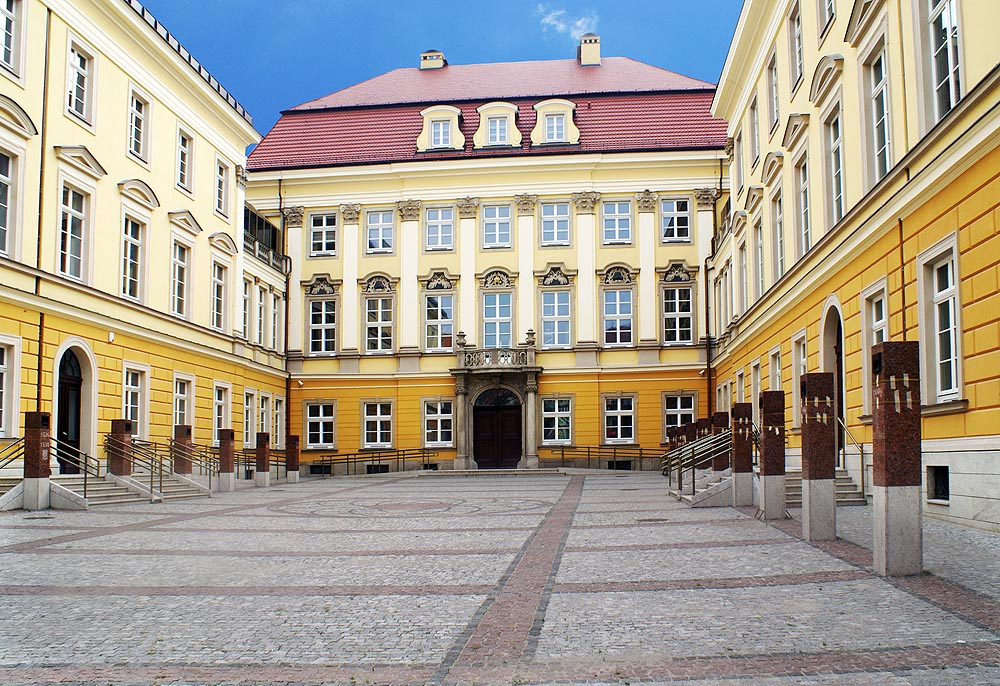
Dziedziniec Pałacu Królewskiego

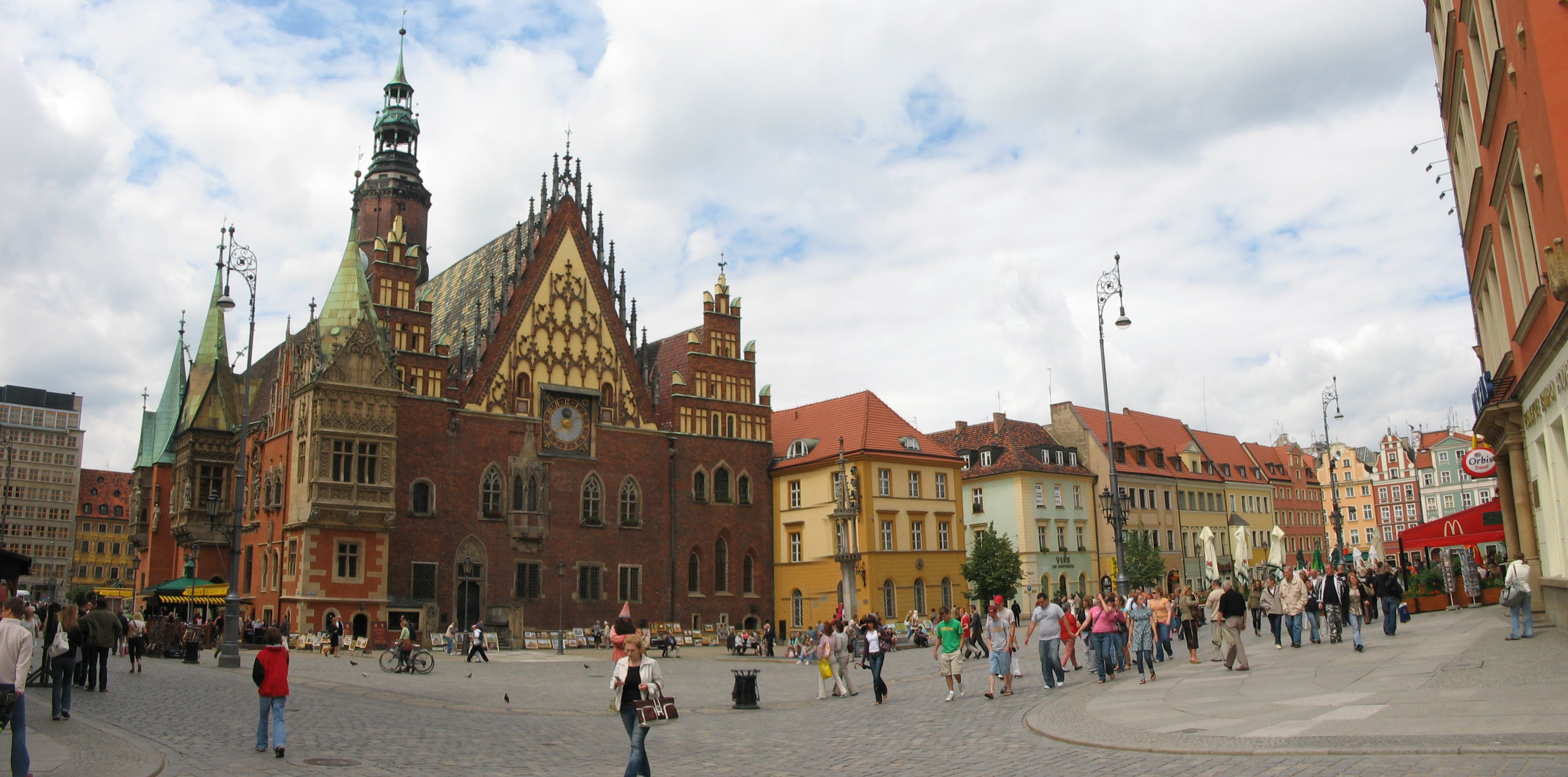
Muzeum Sztuki Mieszczańskiej w Starym Ratuszu

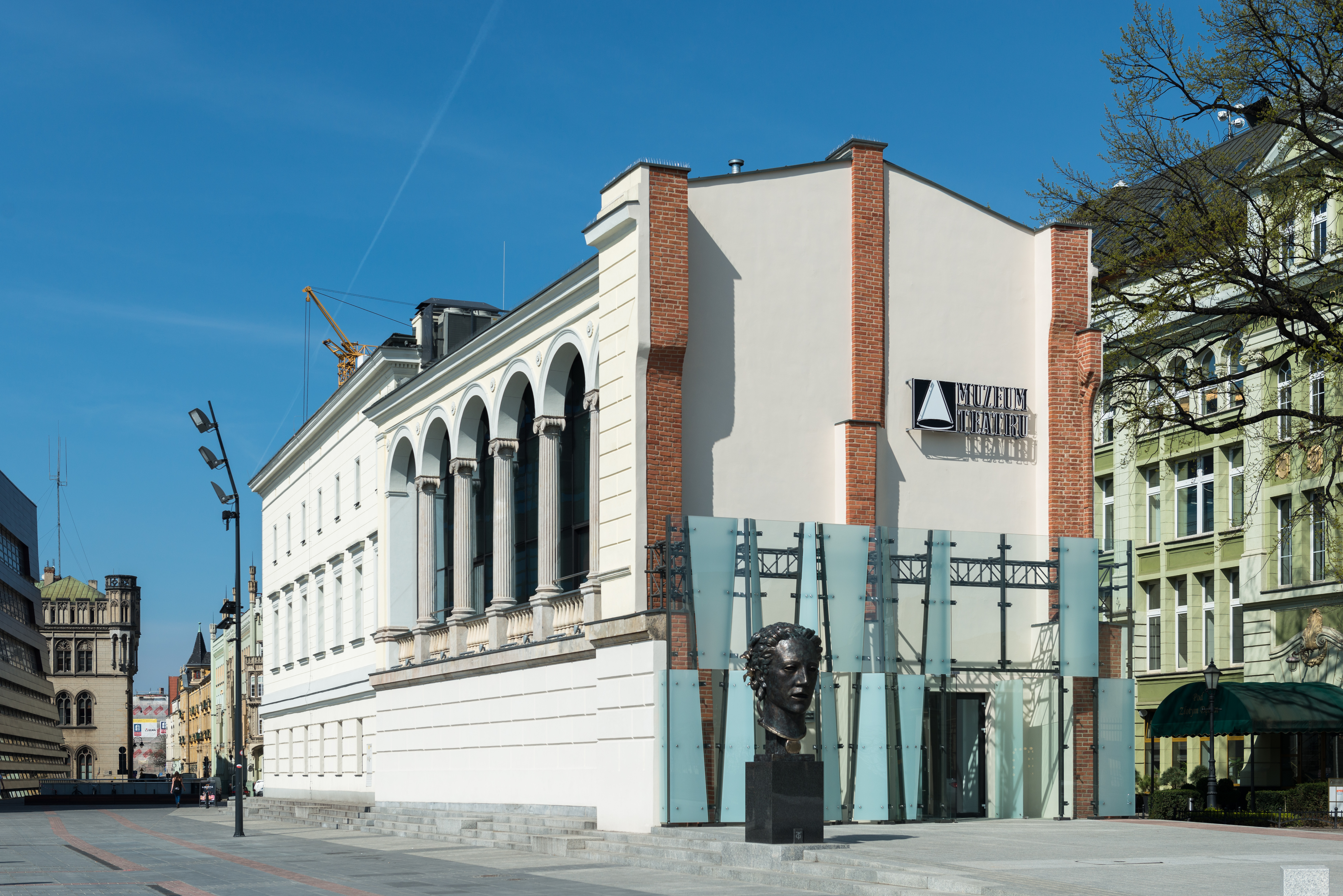
Muzeum Teatru im. Henryka Tomaszewskiego

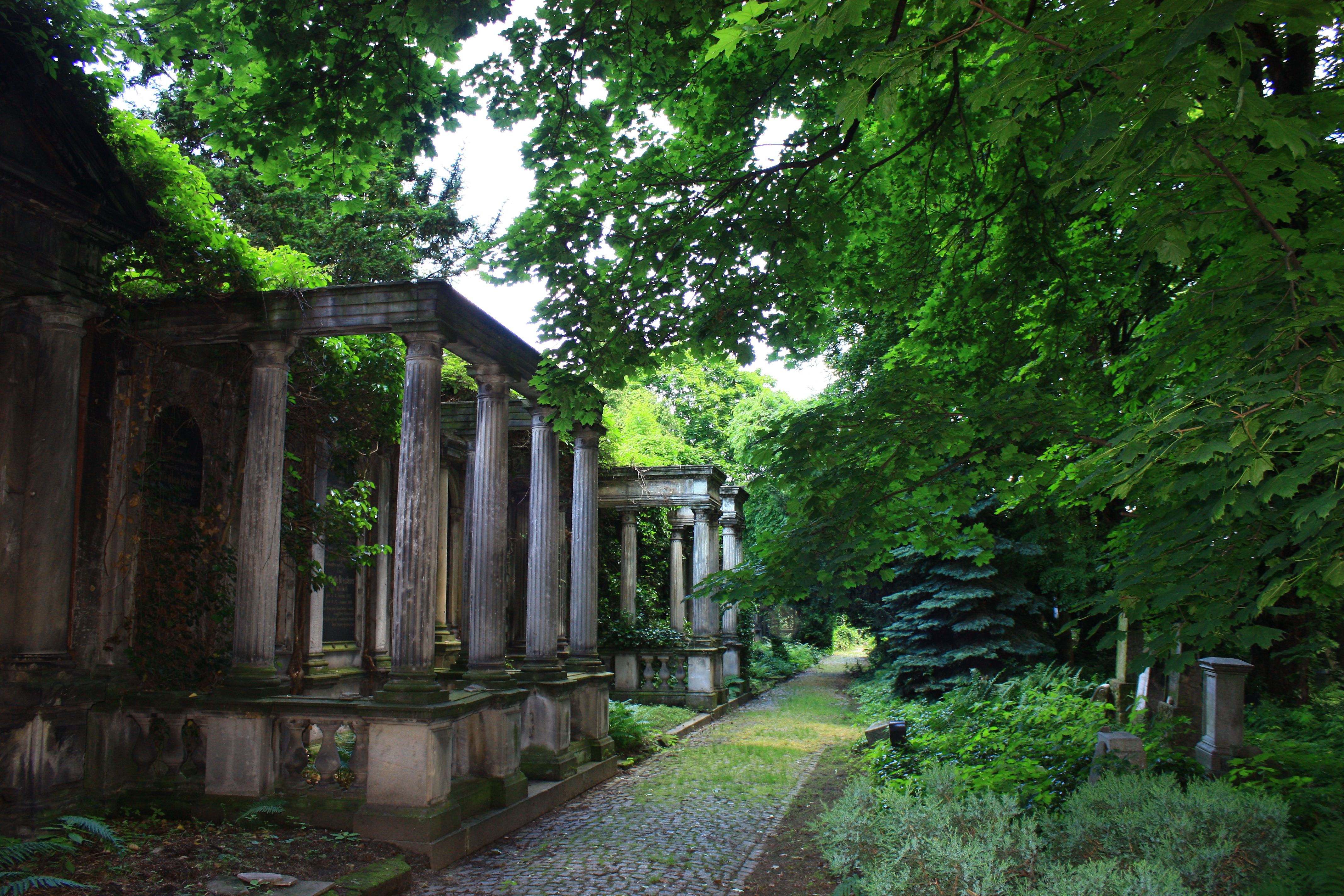
Stary Cmentarz Żydowski przy ul. Ślężnej

- Muzeum Archeologiczne w Arsenale Miejskim
- Muzeum Militariów w Arsenale Miejskim
- Muzeum Historyczne w Pałacu Królewskim
- Muzeum Sztuki Medalierskiej w Pałacu Królewskim
- Muzeum Teatru im. Henryka Tomaszewskiego
- Muzeum Sztuki Mieszczańskiej w Starym Ratuszu
- Muzeum Sztuki Cmentarnej- Stary Cmentarz Żydowski (przy ul. Ślężnej)

Najmłodszym oddziałem MMW jest Muzeum Teatru im. Henryka Tomaszewskiego, otwarte w 2017 r. w dawnym skrzydle południowym Pałacu Królewskiego, przy placu Wolności 7a. Muzeum to jest pierwszą tego typu placówką poświęconą teatrowi, w szczególności wrocławskiemu środowisku teatralnemu po 1945 r. Opowiada historię wrocławskiego teatru, ludzi z nim związanych i ich działalności.

## Wystawy stałe
- "1000 lat Wrocławia" w Pałacu Królewskim
- "Arcydzieła malarstwa śląskiego 1845-1945" w Pałacu Królewskim
- "Galeria Sławnych Wrocławian" w Starym Ratuszu
- "Arcydzieła Wrocławskiego Złotnictwa" w Starym Ratuszu
- "Archeologia Śląska" w Arsenale Miejskim
- "Wystawa Broni Dawnej" w Arsenale Miejskim
- "Sala im. Jacka Kijaka" (kolekcja hełmów wojskowych) w Arsenale Miejskim
- "Wystawa Broni Białej" w Arsenale Miejskim
- "Mundur żołnierza polskiego w II wojnie światowej" w Arsenale Miejskim
- "Atelier Stefana Arczyńskiego" w Muzeum Teatru
- "Mieszkanie Henryka Tomaszewskiego" w Muzeum Teatru
- "Gabinet prof. Janusza Deglera" w Muzeum Teatru

## Wybrane wystawy czasowe
- DALI, WARHOL. Geniusz wszechstronny (Muzeum Teatru im. Henryka Tomaszewskiego)
- GEST (Muzeum im. Henryka Tomaszewskiego)
- GOYA DALI. Gdy śpi rozum, budzą się potwory (Muzeum Teatru im. Henryka Tomaszewskiego)
- Jędrzejewscy (Muzeum Teatru im. Henryka Tomaszewskiego)
- Małgorzata Chodakowska. Przebudzenie (Pałac Królewski)
- Marc Chagall i artyści europejskiej awangardy (Pałac Królewski)
- Markus von Gosen. Z miłości do zwierząt i sztuki (Pałac Królewski)
- Max Wislicenus. Malarz Wrocławskiej secesji (Pałac Królewski)
- Ordery i odznaczenia państw Unii Europejskiej (Pałac Królewski)
- Rodzina Breughlów. Arcydzieła Malarstwa Flamandzkiego (Pałac Królewski)
- Uratowane skarby podziemnego Lwowa (Arsenał Miejski)
- Wyobraźnia i rygor (Pałac Królewski)
- Zbigniew Horbowy. Dziś prawdziwych kieliszków już nie ma (Stary Ratusz)
- Złote czasy lamp naftowych (Stary Ratusz)
- Złote lata Paparazzich (Muzeum Teatru im. Henryka Tomaszewskiego)

## Wybrane eksponaty z oddziałów MMW
Do najważniejszych eksponatów na wystawach stałych muzeum należą:
- Skarb z Bremy (Pałac Królewski)
- Obrazy z pracowni Lukasa Cranacha (Pałac Królewski)
- Tzw. Śląski Graal (Pałac Królewski)
- Relikwiarze ze skarbca katedralnego (Pałac Królewski)
- Faksymile Psałterza Wrocławskiego (Pałac Królewski)
- Kolekcja zabawek Henryka Tomaszewskiego (Muzeum Teatru)
- "Skarb bursztynowy z Partynic” (Arsenał Miejski)
- Części „skarbu zakrzowskiego” (Arsenał Miejski)
- Kultowa figurka barana z Jordanowa Śląskiego (Arsenał Miejski)
- Diadem z Sichowa (Arsenał Miejski)
- Liczna kolekcja hełmów wojskowych (Arsenał Miejski)
- Kolekcja wyrobów złotniczych z XVII-XIX w. (Stary Ratusz)

## Publikacje
Do wystaw organizowanych przez Muzeum Miejskie Wrocławia często dołączane są katalogi lub publikacje naukowe, których sprzedaż prowadzona jest w kasach muzeum i w księgarni internetowej.